# اوتوریو (ژرس)
اوتوریو (به فرانسوی: Auterive) یک کمون در فرانسه است که در canton of Auch-Sud-Est-Seissan واقع شده‌است. اوتوریو ۱۰٫۷۹ کیلومتر مربع مساحت دارد ۱۵۰ متر بالاتر از سطح دریا واقع شده‌است.